# Tungri
De Tungri waren een Germaanse volksstam uit de oudheid in Gallia Belgica. Na het (gedeeltelijk) uitmoorden door Julius Caesar van de Eburonen vestigden zij zich rond het huidige Tongeren, het vroegere woongebied van de Eburonen. Dit gebeurde ten tijde van keizer Augustus. Oorspronkelijk kwam de stam van over de Rijn. Volgens Tacitus was het de eerste Germaanse stam die de rivier overstak.
Als men over de Tungri spreekt, dan bedoelt men zowel de Germaanse stammen, die van over de Rijn kwamen, als de inheemse stammen (onder andere Atuatuci), die de represaille van Caesar overleefden. Deze eerdere bewoners van de streek waren ook Germanen en werden door Caesar Germani cisrhenani genoemd, of Germanen aan deze kant van de Rijn. Tacitus beweert dat de Tungri als eersten de term Germani gebruikten en dat deze naam later door andere stammen is overgenomen. Men is er echter niet zeker van of deze stammen zichzelf effectief ook zo noemden.

## Eerste geschreven bronnen
In De bello Gallico vermeldt Caesar de Eburonen, de Condrusi, de Segni, de Caerosi en de Paemani, maar niet de Tungri. Die worden pas vermeld bij Plinius de Oudere en Tacitus. Plinius vermeldt ze in het kader van de reorganisatie van de Galliërs onder Augustus. Voor de Romeinen was het een hele opgave om het gebied van de Eburonen, dat door Caesar vernield was, weer te bevolken.

## Woongebied
De Tungri kregen het vruchtbaarste, middelste deel van het vrijgekomen gebied met als hoofdstad Atuatuca. Ze maakten eerst deel uit van de provincie Gallia Belgica. Onder Trajanus werd dat Germania Inferior en nog later Germania Secunda. De thuisbasis van de Tungri lag ten zuiden van de Bataven, ten oosten van de Nervii en ten noorden van de Remi en Treveri. Ze leefden aan beide oevers van de Maas en het gebied strekte zich uit van de Samber tot de Roer. Het was een vruchtbaar gebied dat snel tot bloei kwam onder de Romeinse heerschappij.

## Atuatuca Tungrorum
De civitas van de Tungri staat bekend als Atuatuca Tungrorum, nu Tongeren. Een civitas is een vereniging van cives en dat is niet hetzelfde als een stad. Germanen wonen meer dorpsgewijs met aan het hoofd een rex (koning) ', zoals Julius Civilis. Het was goed gelegen en was een knooppunt van de Via Belgica met heerbanen die toegang gaven tot Bavay, Kassel, Antwerpen, Nijmegen, Keulen, Trier en Aarlen. In de loop van de eeuwen zal het uitgroeien tot een echte Romeinse stad (municipium). In de late keizertijd wordt de verdediging van het Romeinse Rijk alsmaar belangrijker en komt Tongeren in militair grensgebied terecht. Zo wordt het een garnizoensstad.

## Op militair vlak
Op de Vindolanda-schrijftabletten worden de Tungri vermeld; hetgeen er op wijst dat in het Romeinse leger een cohort van Tungri aanwezig was. Drie cohorten en twee alae (vleugels) droegen de naam van de Tungri: de cohort I Tungrorum milliaria, de cohort II Tungrorum milliaria equitata c.l., de cohort III Tungrorum, de Ala I Tungrorum Frontoniana en de Ala I Tungrorum.
Het is niet duidelijk wanneer de Tungrische eenheden voor het eerst voorkwamen, maar de rekrutering was zeker al bezig tijdens de Bataafse Opstand – onder leiding van Julius Civilis – in 69-70 n.C., aangezien er Tungrische eenheden deelnamen. Ze maakten deel uit van het Germaanse leger en moesten in de lente van 69 van Fabius Valens, gouverneur van Germania Inferior, naar Gallia Narbonensis om deze provincie te beschermen tegen de aanvallen van Otho. 69 n.Chr. staat ook bekend als het jaar van de vier keizers, waarvan Otho en Vitellius er twee van waren. De derde cohort van de Tungri liep echter over naar de leider van de Bataven, Civilis en trok naar de Rijn voor de Bataafse Opstand. Vespasianus zou deze cohort later ontbonden hebben wegens verraad. De eerste en tweede cohort Tungrorum verloren in 69 allebei hun prefecten.
Kort na de Bataafse Opstand staken de twee cohorten van de Tungri het Kanaal over naar Brittania. De eerste cohort maakte in 83 n.Chr. deel uit van het leger van Iulius Agricola en nam zo deel aan de Slag bij Mons Graupius. Hun kamp werd Borcovicium (Housesteads), dat van de tweede cohort werd Blatum Bulgium (Birrens). Dan resten er nog de twee alae, die niet met elkaar verwisseld mogen worden wegens soortgelijke namen. Ala I Tungrorum Frontoniana kreeg waarschijnlijk haar bijnaam door een officier. De vleugel lag gelegerd in Dacia. De andere Ala lag net als de cohorten in Brittania.

## Religie
Ondanks de toenemende Keltische invloeden bleven de Tungri vasthouden aan hun eigen volksgeloof. Zo zijn de godheden die aan het einde van de derde eeuw en begin vierde eeuw door de Tungrische soldaten in Brittania werden vereerd Germaans, bijvoorbeeld de Matres Alaterviae, die naast Campestres vereerd werd. Ook de hoofdgod van de Bataven, Hercules Magusanus, behoorde tot de vereerden. Daarnaast vereerden de Tungri ook een godheid met een Keltische naam, zoals Viradectis, of een Romeinse, zoals Iuppiter Optimus Maximus